# 卡拉套绢蒿
卡拉套绢蒿（学名：Seriphidium karatavicum）是菊科绢蒿属的植物。分布在俄罗斯以及中国大陆的新疆等地，生长于海拔2,500米至3,100米的地区，多生长在低海拔地区干旱砾质及砾沙质坡地上，目前尚未由人工引种栽培。